# Ева Лепік

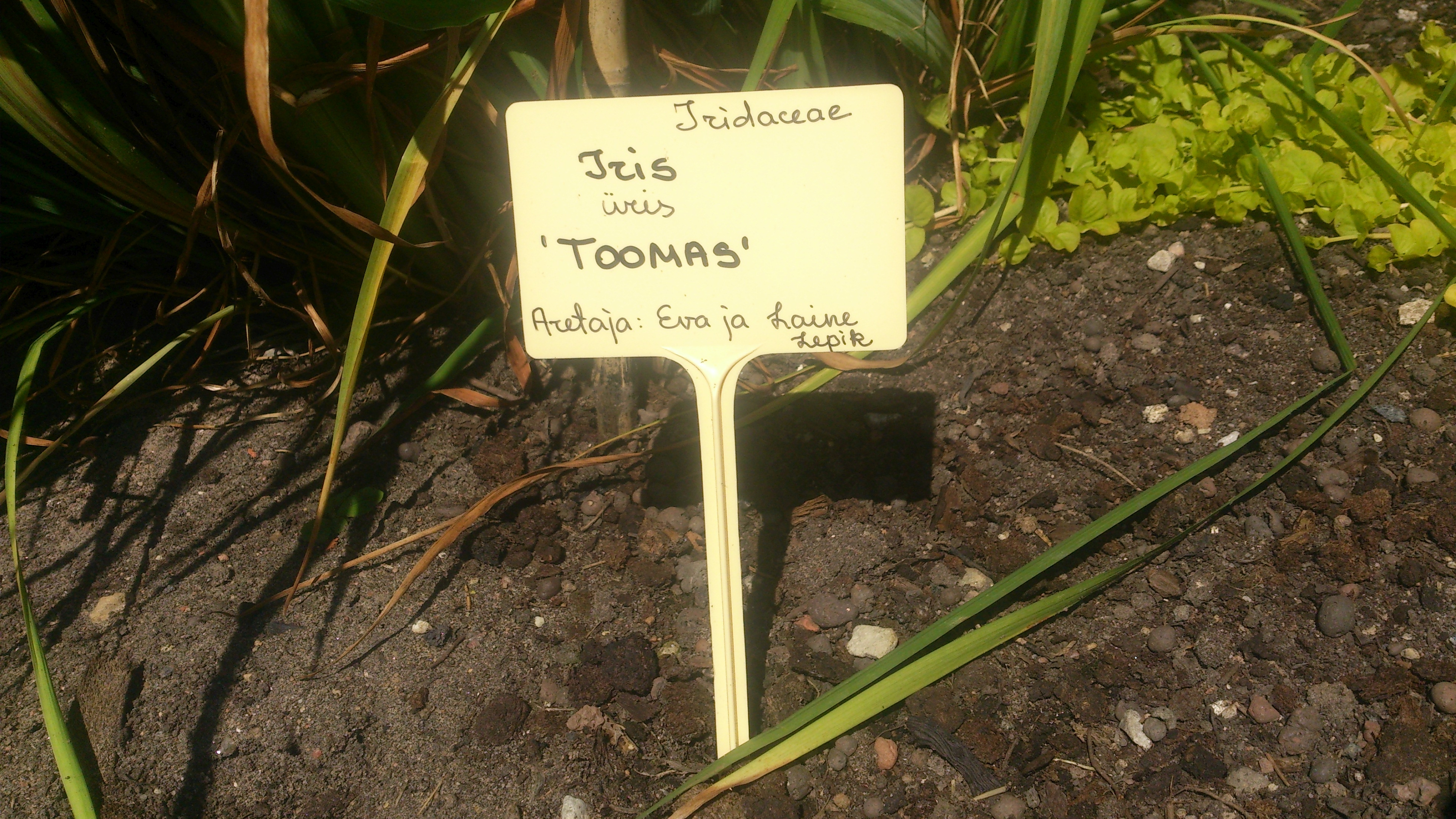
У колекції ботанічного саду Тартуського університету є ірис «Toomas», виведений Євою і Лайне Лепіками

Ева Лепік (ест. Eva Lepik; нар. 1 серпня 1971) — естонська семіотикиня, літературознавиця, перекладачка, редакторка, вікімкдійка, танцюристка й громадська діячка.

## Біографія
У 1991—1997 рр. вивчала естонську філологію в Тартуському університеті, у 2000—2004 — семіотику.
З 2004 по 2006 рік навчалася в магістратурі, з 2006 року — в докторантурі.
У 2004 році Лепік захистила в Тартуському університеті під керівництвом Міхаїла Лотмана бакалаврську роботу «Цикл історичних романів Карла Рістіківі та „Мистецтво фуги“ Йоганна Себастьяна Баха: структурна подібність», за яку отримала третю премію національного конкурсу студентських наукових робіт у галузі суспільних наук і культури. Тема докторської дисертації Еви Лепік: «Лейтмотиви в циклі історичних романів Карла Рістіківі», керівник Міхаїл Лотман.

З 2005 року Лепік працює на кафедрі семіотики Тартуського університету як хранителька Меморіальної бібліотеки Томаса А. Себеока. З 2007 року — є членкинею Ради Інституту філософії та семіотики Тартуського університету, з 2010 року — членкиня Ради Докторської школи лінгвістики, філософії та семіотики.

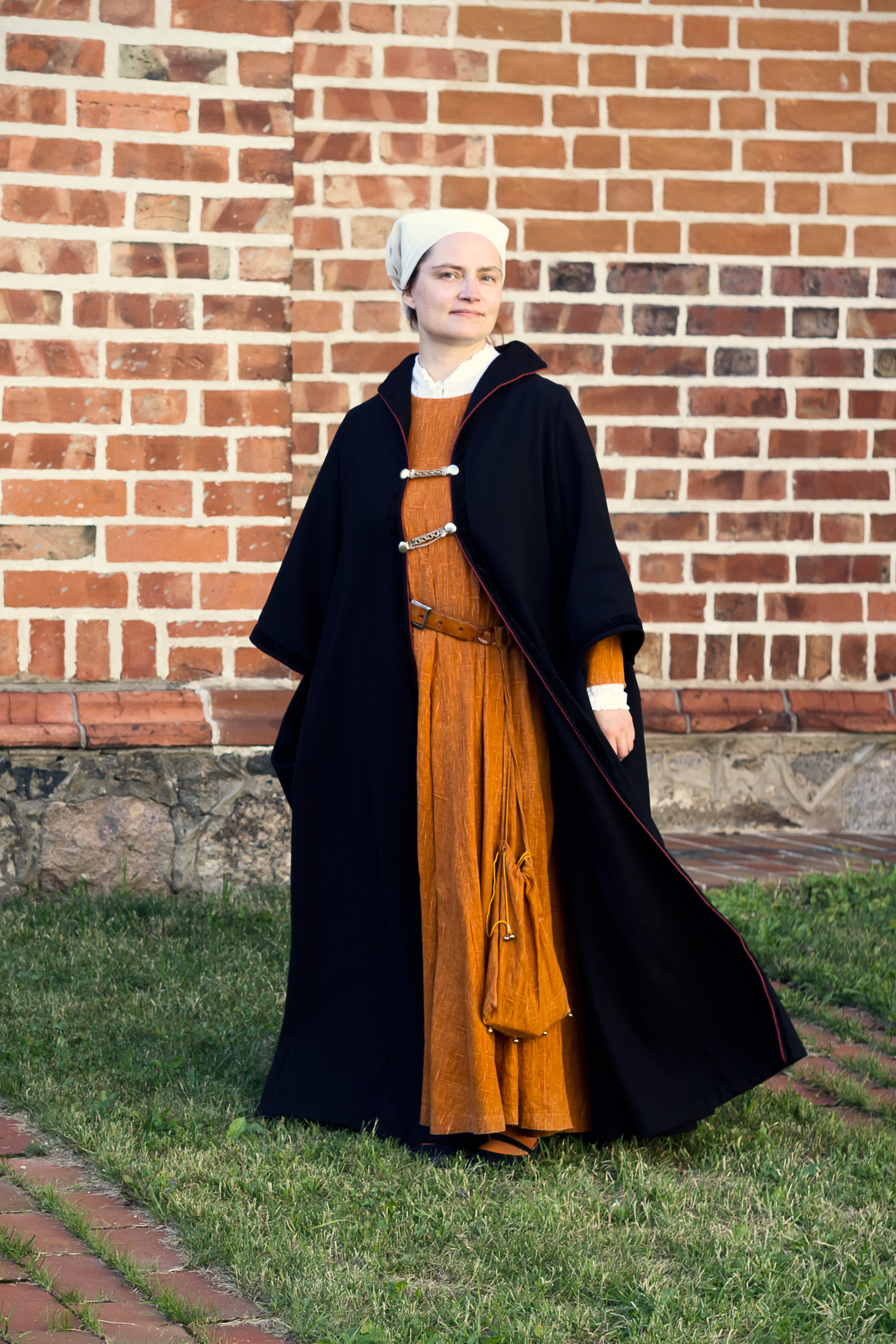
Ева Лепік на Ганзейських днях у Тарту, 2013 рік

У наукових статтях Ева Лепік обговорює цикл історичних романів Карла Рістіківі. Основний науковий інтерес — інтертекстуальний та музично-історичний аналіз творчості Карла Рістіківі. Вона також написала статті на тему (старої) музики в культурологічній періодиці та аналізу медіа в щоденних газетах. Була літературною редакторкою книги Юрія Лотмана «Типологія культури» (2010), редакторка журналу «Acta Semiotica Estica» (з 2005) та інших семіотичних видань.
У 2014 році Ева Лепік та Едвард Кесс видали у видавництві «Маврус» підручник «Світ у краплі води» для курсу середньої школи «Аналіз та інтерпретація літературного твору». Згідно з рецензією журналу «Universitas Tartuensis», «підручник Лепік та Кесса вирізняється, з одного боку, своїм теоретичним та емоційним підходом до літератури. Такий емоційний підхід рідко зустрічається в нашій освітній системі, яка переважно базується на фактичних знаннях». У книзі також є «великий запас цитат і посилань». Однак рецензент вважає підручник дещо складним.
З 2012 до 2017 та з 2018 до 2021 Ева Лепік входила до правління «Wikimedia Eesti», некомерційної організації, яка просуває естонську Вікіпедію, тривалий час була головою правління організації.
З 2014 до 2016 — голова правління Естонського семіотичного товариства, з 2016 року — заступниця голови. Вона також є членкинею Товариства Карла Рістіківі. У 2019 році була обрана волонтеркою року.
Ева Лепік танцює в Тартуському ансамблі старовинного танцю «Saltatriculi» та в ансамблі ромського танцю «Maljarka».
Спільно з Лайне Лепік вивела сорт ірису.

## Публікації
- «Muusikasektsioon V semiootika sügiskoolis» Eesti Muusikateaduse Seltsi Infoleht nr. 13, 1. aprill 2004
- Kangelane ja autor: Karl Ristikivi «Mõrsjalinik» Mihhail Bahtini uurimuse «Autor ja kangelane esteetilises tegevuses» taustal. Hortus Semioticus, 1 (2006)
- Karl Ristikivi «Põleva lipu» leitmotiividest. Acta Semiotica Estica IV, Tartu, 2007, lk 175—194
- Pärli, Ü.; Lepik, E. (Toim.) (2008). Nimetamise strateegiatest eesti kultuuris. Tartu: Tartu Ülikooli Kirjastus
- Lepik, E.; Heinapuu, O. (2008). Pärisnimi kui leitmotiiv: nimi ja pagulus Ristikivi ajalooliste romaanide tsüklis. Pärli, Ü.; Lepik, E. (Toim.). Nimetamise strateegiatest Eesti kultuuris (187—229). Tartu: Tartu Ülikooli Kirjastus
- Lepik, Eva; Magnus, Riin; Pern, Tanel; Põhjala, Priit; Pärn, Katre; Remm, Tiit; Väli, Katre (2010). Crunch Chronotope. In: Hortus Semioticus:, 2010.
- Lepik, Eva (2010). Kriisi personifitseerimine. Hortus Semioticus, 5
- «Muusikaline muinasjutt ja kodu metsa varjus» Postimees, 8. märts 2010 (Vanemuise kodulehel)
- «Kevad. Suvi. Sügis. Talv» Sirp, 20. mai 2010 (IV Türi kevadfestivali arvustus)
- «Meedia teeb kriisist koletise» Postimees, 19. juuni 2010 (Hortus Semioticuses ilmunud artikli «Kriisi personifitseerimine» populaarne käsitlus)
- «Kampaania on senistest vaimuvaeseim» Postimees, 23. jaanuar 2011
- Lepik, Eva; Pern, Tanel (toim.) (2014). Jutustajakujudest Karl Ristikivi «Põlevas lipus». Acta Semiotica Estica, 11, 2014